# 于雷 (交通运输专家)
于雷，教授，交通运输领域专家。在德克萨斯南方大学、北京交通大学任教。中华人民共和国教育部第三批“长江学者”特聘教授，发表论文数百篇。

## 生平
1984年毕业于北京交通大学铁道交通运输管理专业；1988年获得日本名古屋大学生产系统工学硕士学位；1994年获得加拿大皇后大学交通系统工程博士学位；
1994年起在德克萨斯南方大学交通系工作，后任教授、同校科技学院院长。2000年起任北京交通大学交通运输规划与管理特聘教授。